# Cerchio di Brodgar
Il cerchio o anello di Brodgar (o Brogar) è un cerchio di pietre risalente al secondo o al terzo millennio a.C. vicino al villaggio di Stenness nelle isole Orcadi, in Scozia, su di un piccolo istmo tra i laghi di Stenness e di Harray.
Insieme ad altri siti archeologici delle Orcadi, fa parte dal 1999 del patrimonio dell'umanità dell'UNESCO noto come Cuore delle Orcadi neolitiche.

## Descrizione
Il centro del cerchio non è mai stato scavato dagli archeologi né è stato scientificamente datato, ma si crede che sia stato costruito intorno al 2500 a.C. e quindi quasi contemporaneo del più famoso cerchio di Stonehenge e di molti altri sparsi per l'arcipelago britannico ed in generale per l'Europa.
Il cerchio ha un diametro di 104 metri, il che lo rende il terzo più grande del Regno Unito.
Originariamente era composto da 60 pietre, di cui ne sono rimaste solo 36. Le pietre sono poste all'interno di un fossato circolare profondo fino a 3 metri e largo 9 scavato nella roccia dagli antichi abitanti dell'isola.

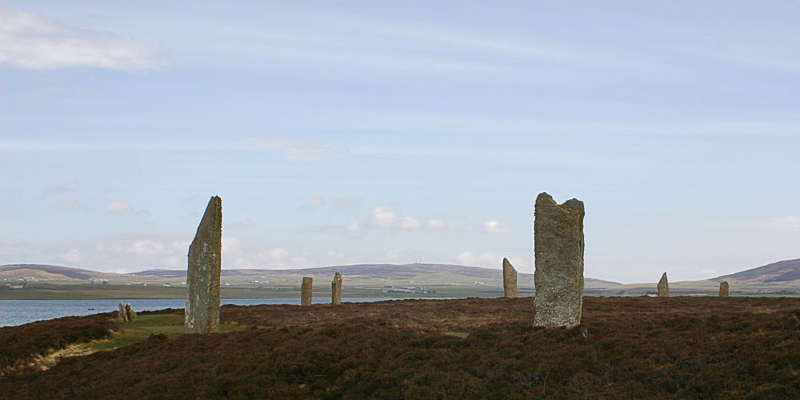
Il cerchio di Brodgar

L'area circostante è costellata di pietre erette e da tombe preistoriche, il che lo rende un interessante luogo funerario. Non si conosce il suo uso preciso ed è vicino ad altri siti archeologici come le pietre erette di Stenness e con Maeshowe.
Scavi operati dall'Orkney College vicino al sito di Brodgar hanno portato alla luce molti edifici, sia rituali che residenziali e si crede che ne restino altri da scoprire nelle vicinanze. In tali scavi sono stati scoperti ceramiche, ossa e utensili in pietra. La scoperta più importante resta una grossa muratura in pietra lunga circa 100 metri e alta 6 metri che sembra attraversare tutta la penisola su cui sorge il sito e potrebbe rappresentare una barriera simbolica tra la zona religiosa del cerchio e quella mondana.